# شارندورف
شارندورف (به آلمانی: Scharndorf) یک منطقهٔ مسکونی در اتریش است که در ناحیه بروک آن در لیتا واقع شده‌است. شارندورف ۱٬۰۴۶ نفر جمعیت دارد.